# Satellite captif
Un satellite captif, dans le domaine de l'astronautique, est un satellite artificiel en laisse, relié par câble à un satellite-maître de masse plus importante.
Le terme correspondant en anglais est tether satellite.
Le but est de maintenir le satellite dans une orbite instable (frottements aériens) ou de lui modifier sa trajectoire (remontée ou descente, par exemple).

## Référence
Droit français : arrêté du 20 février 1995 relatif à la terminologie des sciences et techniques spatiales.